# Морская минога
Морская минога (лат. Petromyzon marinus) — вид бесчелюстных из отряда миногообразных, самый крупный представитель отряда. Выделяется в монотипический род морских миног (Petromyzon). Крупная проходная, паразитическая минога, достигает длины 120 см и массы 2,3 кг.

## Описание
Тело голое, угреобразное, без парных плавников, 2 спинных плавника разделены промежутком. Рот в форме присасывательного диска, круглая ротовая воронка с бахромчатым краем. В передней части тела 7 жаберных отверстий. Непарное носовое отверстие на верхней стороне головы. Язык с конусообразным утолщением и с зубами. Верхнечелюстная пластина узкая с двумя зубами, нижнечелюстная с 7-8 зубами. В ротовой воронке несколько кругообразных рядов сильных и острых роговых зубов. На передней части языка отсутствует центральная бороздка. Окраска в зависимости от возраста и места обитания различная, чаще светло-серая или светло зеленая с черным мраморным узором.

## Распространение
Европейские прибрежные воды от Белого моря и Исландии до Гибралтара, западное Средиземноморье и Адриатика. Встречается на восточном побережье Северной Америки в атлантических бассейнах Канады и США, жилой вид в бассейне Великих озёр. В России морская минога обитает в Нарве, Неве и Луге — реках, которые впадают в Финский залив. Встречается в некоторых реках Калининградской области.

## Питание
Как и большинство миног, морские миноги во взрослом состоянии — наружные паразиты рыб. Они присасываются преимущественно к крупным рыбам (таким как форель, макрель, сельдь, треска, камбала и другие). Ферменты во рту миноги препятствуют свёртыванию крови жертвы. Жертвы обычно умирают от потери крови или инфекции.

## Размножение
Минога нерестится в июне — начале июля в реках. На глубине 40-60 см в галечном грунте самец строит гнездо. Оно представляет собой плоское углубление диаметром до 50 см. После нереста производители погибают. Икринки (34—240 тысяч в зависимости от размеров самки; размер икринок около 1 мм) выметываются в плоские углубления. Личинки появляются на свет через 10-11 дней после нереста. Живут в реке 5—6 лет, после метаморфоза молодые миноги скатываются в море, морской период около 1-2 лет .